# Eric Philbrook Kelly
Eric Philbrook Kelly (ur. 16 marca 1884 w Amesbury, w Massachusetts w Stanach Zjednoczonych, zm. 3 stycznia 1960) – amerykański dziennikarz, autor powieści dla młodzieży, wykładowca Uniwersytetu Jagiellońskiego w Krakowie.
Eric Kelly ukończył Dartmouth College w 1906. Po dziesięciu latach, w których związany był z różnymi amerykańskimi lokalnymi gazetami, zgłosił się w 1918 na ochotnika do pracy w teatrze Foyer de Soldat w Saint-Quentin we Francji, gdzie był odpowiedzialnym za kulturę fizyczną i rozrywkę dla dwóch tysięcy polskich żołnierzy Armii Generała Hallera. W maju 1919 wyjechał w wagonach towarowych przez Niemcy do odradzającej się Polski. Nowym miejscem jego zakwaterowania była napoleońska twierdza Modlin na północny zachód od Warszawy. Napisał wówczas do matki, że „Warszawa jest pięknym miastem, które w pewien sposób przypomina mu Denver”.
W czasie wojny polsko-bolszewickiej (1919-1920) Kelly stacjonował z żołnierzami Hallera w Chełmie nad zachodnim Bugiem. W styczniu 1921 powrócił do Ameryki i został nauczycielem w Mercersburg Academy. W tym czasie opisał swój pobyt w Polsce oraz walczył przeciwko bolszewickiej propagandzie. Sześć miesięcy później został zatrudniony przez swą macierzystą uczelnię Dartmouth College, z którą miał być związany przez następne 33 lata. W 1924 ożenił się z Katherine.
W roku akademickim 1925-1926 Kelly wysłany został przez Fundację Kościuszkowską do Krakowa, by wykładać literaturę amerykańską na Uniwersytecie Jagiellońskim. Instytutem filologii angielskiej kierował wówczas prof. Roman Dyboski.
Dnia 4 lipca 1926 Kelly wziął udział w oficjalnej ceremonii na Kopcu Kościuszki w Krakowie. Na uroczystość tę przywiózł z Ameryki ziemię z miejsc bitew, w których brał udział Tadeusz Kościuszko – Yorktown i Saratogą. Mniej więcej w tym czasie rozpoczął pracę nad Trębaczem z Krakowa (ang. The Trumpeter of Krakow), nagrodzonym w 1929 Newbery Medal for Children’s literature.
Eric Kelly spędził 1930 w Wilnie i Lwowie, które w tym czasie należały do Polski. Pobyt w tych starych polskich miastach zaowocował dwiema nowymi powieściami dla dzieci i młodzieży The Blacksmith of Vilno oraz The Golden Star of Halicz. Kolejna Kellerowska książka z 1932 The Christmas Nightingale już w trzy lata później doczekała się adaptacji filmowej.
W latach 1943–1945 pisarz pracował dla amerykańskiego Departamentu Stanu, opiekując się polskimi uchodźcami w Meksyku.
Pisarz kilkakrotnie należał do komitetu przyznającego Nagrodę Pulitzera (1951, 1952, 1953). Zrezygnował z pracy naukowej w roku 1954.

## Twórczość
- Trębacz z Krakowa (The Trumpeter of Krakow 1929)
- The Blacksmith of Vilno: A Tale of Poland in the year 1832 (1930)
- The Golden Star of Halicz: A Tale of the Red Land in 1362 (1931)
- Christmas Nightingale: three Christmas Stories from Poland (1932)
- The Girl Who Would be Queen (1934)
- Three Sides of Angiochook: A Tale of the New England Frontier in 1775 (1935)
- Treasure Mountain (1937)
- At the Sign of the Golden Compass: A Tale of the Printing House of Christopher Plantin in Antwerp, 1576 (1938)
- On the Staked Plain (1940)
- From Star to Star (1940)
- In Clean Hay (1940)
- Land of the Polish People (1943)
- The Hand in the Picture (1947)
- The Amazing Story of David Ingram (1949)
- Polish Legends and Tales (1971)